# Käärijä
Jere Pöyhönen (născut la 21 octombrie 1993), cunoscut profesional ca Käärijä, este un rapper, cântăreț și compozitor finlandez. El a reprezentat Finlanda la Concursul Muzical Eurovision 2023 cu piesa „ Cha Cha Cha ”, ocupând primul loc la votul publicului și locul doi cu 526 de puncte. Performanța sa a ajuns în fruntea topurilor în Finlanda, Lituania, Letonia și Suedia și a ajuns în primele zece din alte treisprezece țări, inclusiv Marea Britanie, devenind prima melodie în finlandeză care a ajuns în top 10 al UK Singles Chart . 

## Cariera muzicală
Pöyhönen a crescut în cartierul Ruskeasanta din Vantaa, Marele Helsinki, ca fiul lui Mikko și Arja Pöyhönen.   Și-a descoperit pasiunea pentru muzică în timp ce învăța să cânte la tobe, începând să producă muzică în 2014. Numele său de scenă, datorită hobby-ului său de jocuri de noroc, este derivat din sintagma kääriä rahaa, „a face bani rapid”.  
Pöyhönen și-a lansat muzica independent până în 2017, când a semnat cu casa de discuri Monsp Records.
Pe 11 ianuarie 2023, Pöyhönen a fost anunțat ca unul dintre cei șapte participanți la Uuden Musiikin Kilpailu 2023, selecția națională finlandeză pentru Concursul Muzical Eurovision 2023 .   Piesa sa „Cha Cha Cha” a fost scrisă împreună cu Aleksi Nurmi și Johannes Naukkarinen și a fost lansată pe 18 ianuarie 2023.  La concursul național de selecție a ieșit pe primul loc cu un total de 539 de puncte (467 puncte din televot și 72 puncte din partea juriului), devenind astfel reprezentantul finlandez la Eurovision din acel an de la Liverpool . 

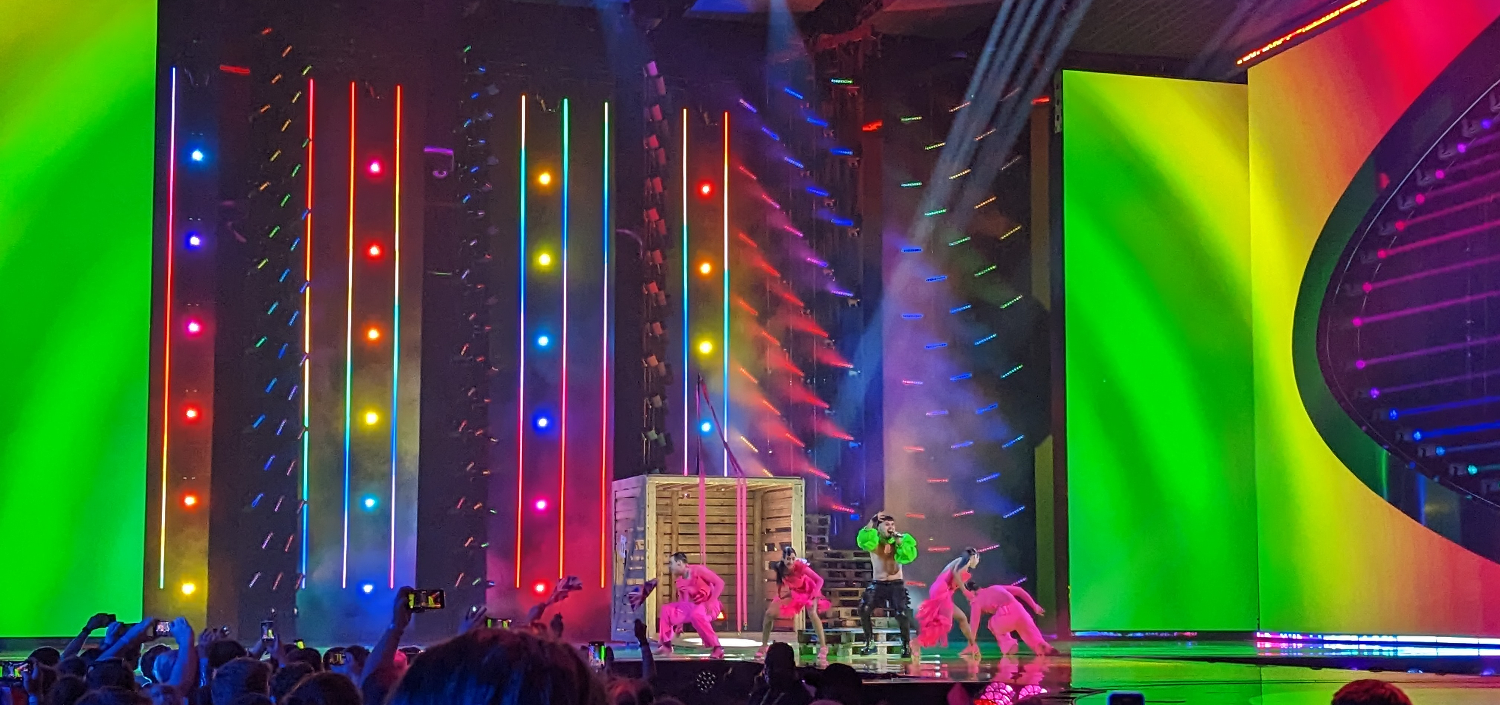
Käärijä interpretând „ Cha Cha Cha ” pe scenă în timpul primei semifinale a Concursul Muzical Eurovision 2023 de pe Arena Liverpool.

Performant în prima semifinală, desfășurată pe 9 mai 2023, Pöyhönen a ieșit primul cu 177 de puncte și s-a calificat astfel în finală. În finală, el a fost în fruntea votului publicului cu 376 de puncte, dar în cele din urmă a terminat pe locul doi, cu 526 de puncte în total față de participanta suedeză Loreen . 
Înainte de Eurovision, compania finlandeză de software Zoan a creat o experiență în cadrul popularului joc video online Fortnite, unde jucătorii pot vizita o redare virtuală a celebrei Piețe a Senatului din Helsinki, cu semne și scene Käärijä.   Odată cu lansarea, Finlanda a devenit prima țară din lume a cărei capitală are un geamăn fotorealist în Fortnite . 
Käärijä a fost nominalizat la MTV Europe Music Awards 2023 la categoria Best Nordic Act, pe care l-a câștigat.  

## Viața personală
Pöyhönen a vorbit despre suferința de colită ulceroasă încă din anii adolescenței, culminând cu o intervenție chirurgicală de îndepărtare a intestinului în 2014. Cicatricea stomei pe care a trebuit să o folosească cinci luni după aceea este încă vizibilă pe burta. El a declarat că dorește să fie deschis cu privire la experiența sa cu boala, pentru a-i încuraja pe alții să fie verificați pentru ea. 
Pöyhönen a jucat hochei pe gheață din 2009 până în 2013, înainte de a-și începe cariera muzicală. 